# Glöttweiler
Glöttweiler war ein Dorf der Gemeinde Glött im schwäbischen Landkreis Dillingen an der Donau. Der Weiler liegt am linken Glöttufer.

## Geschichte
Glöttweiler ist eine Ausbausiedlung, die vermutlich von Aislingen angelegt wurde. Der Ort wird 1345 erstmals als „Wiler“ überliefert. 1492 bestanden mindestens sieben Anwesen, von denen fünf zur Herrschaft Glött, einer zur Herrschaft Unterwaldbach und der Maierhof zur Herrschaft Aislingen gehörten. Diese Grundherrschaften blieben bis Anfang des 19. Jahrhunderts bestehen.
Die zur Herrschaft Aislingen gehörenden Höfe kamen nach Säkularisation und der Mediatisierung zum Landgericht Dillingen, andere zum Untergericht Glött und der Rest zum Patrimonialgericht Haldenwang.
Zum 1. Oktober 1971 wurde der Name des Dorfes aufgehoben, da es mit Glött baulich zusammengewachsen war. Die Weilerstraße, die heute durch den Ort führt, erinnert noch an das ehemalige Dorf.

## Religionen

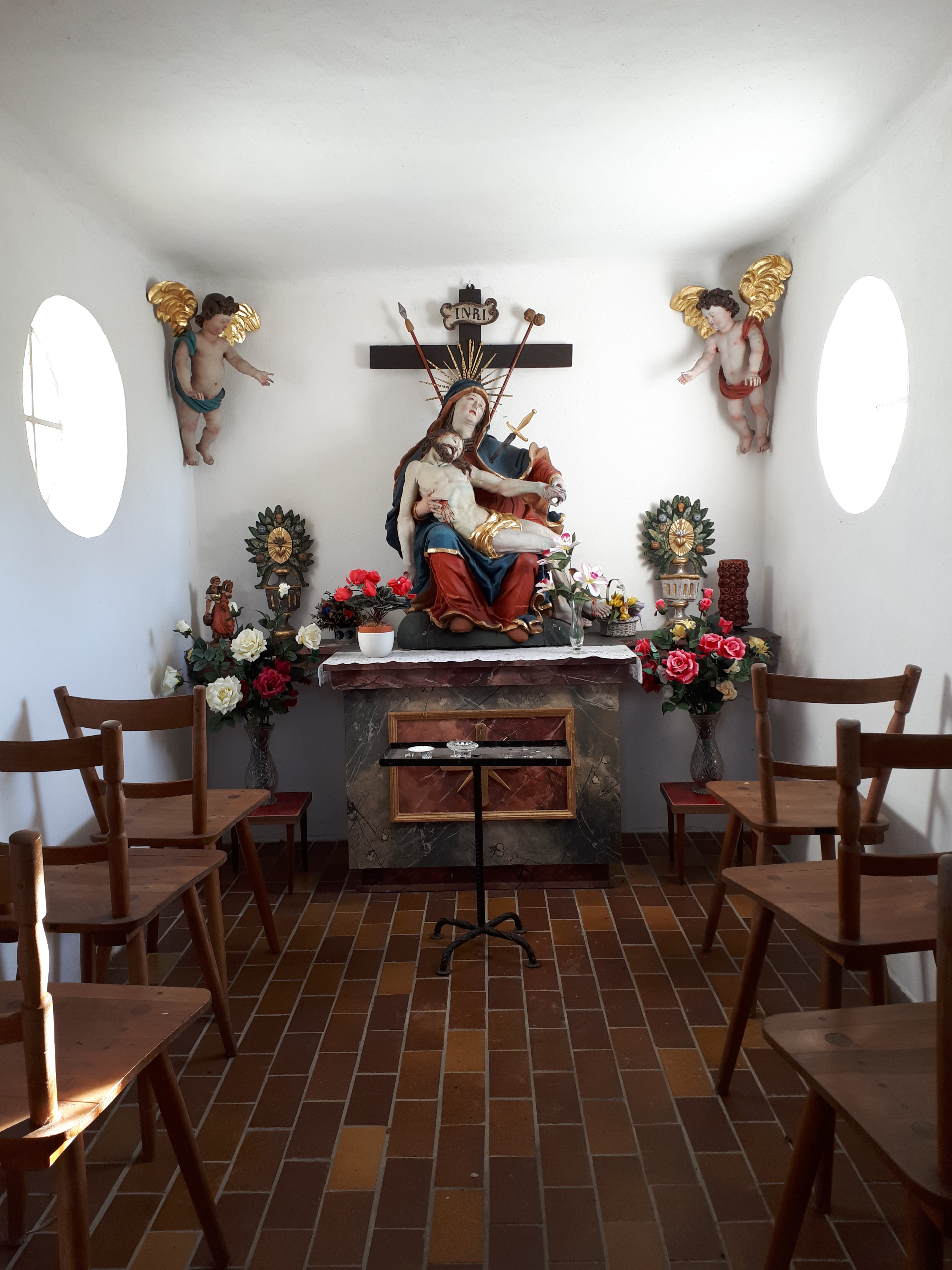
Innenansicht der Feldkapelle

Im Jahr 1866 wurde der Ort von Aislingen nach Glött umgepfarrt.
Die Feldkapelle in Glöttweiler wurde vermutlich im 17. Jahrhundert errichtet. Der Rechteckbau mit Satteldach besitzt einen kleinen, eingezogenen Chor mit ovalen Fenstern und Flachtonne. Die Fassade wird durch Pilaster gegliedert.

## Bodendenkmäler
Siehe: Liste der Bodendenkmäler in Glött